# 伊利诺伊州行政区划
美國伊利诺伊州共有102個縣。
州內大部分的縣均得名自美國獨立戰爭時期的傑出人物，以及蒂珀卡努战役和1812年战争的士兵或將領。。州內也有一部份縣是以當地的地理屬性或環境、其他州份的縣或伊利諾州的早期領袖來命名的；有兩個縣是以美洲原住民部落命名，其中一個是以美洲原住民用作食物來源的植物命名。在美國獨立戰爭前，伊利諾州的前身為隸屬於法國的伊利諾省及英國的魁北克省。在美國獨立戰爭期間，伊利諾州被認為是維吉尼亞州的一部分。1787年，伊利諾州成為了西北領地的一部份（當時伊利諾州首個成立的縣為聖克萊爾縣，於1790年成立），後來被劃分為印第安纳领地的一部分，之後又再被劃分為伊利諾領地。1818年，伊利諾州加入美國，成為美國第21個州。同年，伊利諾州有15個縣成立，在四十年內其他的縣亦陸續成立。目前最新建立的縣為福特縣，於1859年成立。
雖然伊利諾州境內擁有一個名為林肯的城市，但州內卻沒有縣以亚伯拉罕·林肯命名，且州內亦有一個以他的政敵史蒂芬·A·道格拉斯命名的道格拉斯縣（成立於1859年）。而卡爾霍恩縣（成立於1825年）則得名自约翰·卡德威尔·卡尔霍恩，但他在南北战争醞釀期間直言不諱地支持南方觀點及蓄奴制。相似地，伊利諾州亦有部分縣以支持南方的政治人物命名，這反映了伊利諾州在歷史上曾經是維吉尼亞州的一部分，並且當地有許多南方人定居。由於在南北战争前所有的縣均已設立及命名，因此伊利諾州境內並沒有以南北戰爭的英雄命名的縣。因為羅伯特·李曾一度在伊利諾州服役，所以州內擁有一個以他家族命名的李縣（成立於1839年）。伊利諾州有兩個縣是以同一人——紐約州州長德威特·克林頓命名，該兩縣分別為德威特縣和克林頓縣。
以下的列表會列出各個縣的FIPS縣代碼、县城、成立日期、起源、辭源、人口數量、面積和在伊利諾州內的位置。
伊利諾州的縮寫為IL，而該州的FIPS代碼是17，與縣代碼結合使用時寫成17XXX。

## 縣份列表
備註：所有的代码将链接至该县最近的一次人口普查数据。
| 县           | FIPS代码 | 縣治           | 成立日期         | 拆分自                                         | 辭源 | 人口 （2022年） | 面积                            | 地图                         |
| ------------ | -------- | -------------- | ---------------- | ---------------------------------------------- | --- | --------------- | ------------------------------- | ---------------------------- |
| 亞當斯縣     | 001      | 昆西           | 1825年1月13日    | 派克縣                                         | 约翰·昆西·亚当斯 （1767－1848），第六任美国总统 （1825－1829） | 64,725          | 857平方英里 （2,220平方公里）   | 標示出亞當斯縣位置的地圖     |
| 亞歷山大縣   | 003      | 開羅           | 1819年3月4日     | 猶尼昂縣                                       | 威廉·M·亞歷山大，伊利諾州早期定居者、伊利諾州眾議院及伊利诺伊州议会議員                                                                                                  | 4,858           | 236平方英里 （611平方公里）     | 標示出亞歷山大縣位置的地圖   |
| 邦德縣       | 005      | 格林維爾       | 1817年1月4日     | 克勞福德縣、愛德華茲縣和麥迪遜縣               | 沙得拉·邦德 （1773－1832），首任伊利諾州州長 （1818－1822） | 16,566          | 380平方英里 （984平方公里）     | 標示出邦德縣位置的地圖       |
| 布恩縣       | 007      | 貝爾維迪爾     | 1837年3月4日     | 溫納貝戈縣                                     | 丹尼爾·布恩 （1734－1820），肯塔基州荒野之路的開拓者 | 53,154          | 281平方英里 （728平方公里）     | 標示出布恩縣位置的地圖       |
| 布朗縣       | 009      | 芒特斯特靈     | 1839年2月1日     | 斯凱勒縣                                       | 雅各伯·布朗 （1775－1828），一名於1812年战争負責守衛大湖區的軍官 | 6,330           | 306平方英里 （793平方公里）     | 標示出布朗縣位置的地圖       |
| 比羅縣       | 011      | 普林斯頓       | 1837年2月28日    | 普特南縣                                       | 皮埃爾·比羅 （1771－1836），法國皮草貿易商人 | 32,828          | 869平方英里 （2,251平方公里）   | 標示出比羅縣位置的地圖       |
| 卡爾霍恩縣   | 013      | 哈丁           | 1825年年1月10日  | 派克縣                                         | 约翰·卡德威尔·卡尔霍恩（1782－1850），第七任美国副总统（1825－1832）及來自南卡罗来纳州的美国参议院議員                                                                   | 4,360           | 254平方英里 （658平方公里）     | 標示出卡爾霍恩縣位置的地圖   |
| 卡洛爾縣     | 015      | 芒特卡羅爾     | 1839年，日期不詳 | 喬戴維斯                                       | 查尔斯·卡罗尔（1737–1832），《美國獨立宣言》簽署者中唯一的天主教徒及最晚去世者                                                                                           | 15,529          | 444平方英里 （1,150平方公里）   | 標示出卡洛爾縣位置的地圖     |
| 卡斯縣       | 017      | 維吉尼亞       | 1837年，日期不詳 | 摩根縣                                         | 刘易斯·卡斯 （1782－1866），密西根州参议员（1845－1857） 以及美国战争部长 （1831－1836）                                                                                 | 12,657          | 376平方英里 （974平方公里）     | 標示出卡斯縣位置的地圖       |
| 尚佩恩縣     | 019      | 厄巴納         | 1833年2月20日    | 弗米利恩縣                                     | 俄亥俄州的尚佩恩縣，而該縣得名自「平原」的法语 | 206,542         | 997平方英里 （2,582平方公里）   | 標示出尚佩恩縣位置的地圖     |
| 克里斯蒂安縣 | 021      | 泰勒維爾       | 1839年2月15日    | 桑加蒙縣                                       | 肯塔基州的克里斯蒂安縣，而該縣得名自威廉·克里斯蒂安中將 | 33,436          | 709平方英里 （1,836平方公里）   | 標示出克里斯蒂安縣位置的地圖 |
| 克拉克縣     | 023      | 馬歇爾         | 1819年3月22日    | 克勞福德縣                                     | 喬治·羅傑斯·克拉克 （1752－1818），美國革命時期西北領地的最高軍官 | 15,229          | 502平方英里 （1,300平方公里）   | 標示出克拉克縣位置的地圖     |
| 克萊縣       | 025      | 路易維爾       | 1824年12月23日   | 韋恩縣、勞倫斯縣、費耶特縣和克勞福德縣         | 亨利·克莱 （1777－1852），肯塔基州联邦参议员及第九任美国国务卿 （1825–1829）                                                                                             | 13,047          | 469平方英里 （1,215平方公里）   | 標示出克萊縣位置的地圖       |
| 克林頓縣     | 027      | 卡萊爾         | 1824年12月27日   | 華盛頓縣、邦德縣和費耶特縣                     | 德威特·克林頓 （1769－1828），第七、九任紐約州州長 （1817－1822，1825－1828）及伊利運河的構思者                                                                          | 36,909          | 474平方英里 （1,228平方公里）   | 標示出克林頓縣位置的地圖     |
| 科爾斯縣     | 029      | 查爾斯頓       | 1830年12月25日   | 克拉克縣和費耶特縣                             | 愛德華·科爾斯 （1786－1868），第二任伊利諾州州長 （1822－1826），因廢除伊利諾州的奴隸制而知名                                                                            | 46,134          | 508平方英里 （1,316平方公里）   | 標示出科爾斯縣位置的地圖     |
| 庫克縣       | 031      | 芝加哥         | 1831年1月15日    | 普特南縣                                       | 丹尼爾·波普·庫克 （1784－1827），美國政治人物及第一任伊利諾州司法部長 | 5,109,292       | 946平方英里 （2,450平方公里）   | 標示出庫克縣位置的地圖       |
| 克勞福德縣   | 033      | 魯濱遜         | 1816年12月31日   | 愛德華茲縣                                     | 威廉·H·克劳福德 (1772－1834)、美国财政部长 (1816－1825)及美国战争部长 (1815－1816）                                                                                      | 18,536          | 444平方英里 （1,150平方公里）   | 標示出克勞福德縣位置的地圖   |
| 坎伯蘭縣     | 035      | 托萊多         | 1843年3月2日     | 科爾斯縣                                       | 縣名來源具有爭議性：可能得名自經過該縣的坎伯蘭路、馬里蘭州的坎伯蘭或位於肯塔基州的坎伯兰河                                                                               | 10,324          | 346平方英里 （896平方公里）     | 標示出坎伯蘭縣位置的地圖     |
| 迪卡爾布縣   | 037      | 錫卡莫爾       | 1837年3月4日     | 凱恩縣                                         | 「巴倫」·約翰·迪卡爾布 （1721－1780），一名拉法耶特侯爵手下的德國人，曾擔任殖民軍檢察長                                                                                  | 100,232         | 634平方英里 （1,642平方公里）   | 標示出迪卡爾布縣位置的地圖   |
| 德威特縣     | 039      | 克林頓         | 1839年3月1日     | 梅肯縣和麥克萊恩縣                             | 德威特·克林頓 （1769－1828），第七、九任紐約州州長 （1817－1822，1825－1828）及伊利運河的構思者                                                                          | 15,310          | 398平方英里 （1,031平方公里）   | 標示出德威特縣位置的地圖     |
| 道格拉斯縣   | 041      | 土斯科拉       | 1859年2月8日     | 科爾斯縣                                       | 史蒂芬·阿诺德·道格拉斯 （1813－1861），前伊利诺州参议员 （1847－1861）                                                                                                   | 19,755          | 417平方英里 （1,080平方公里）   | 標示出道格拉斯縣位置的地圖   |
| 杜佩奇縣     | 043      | 惠頓           | 1839年2月9日     | 庫克縣                                         | 杜佩奇河 | 920,901         | 334平方英里 （865平方公里）     | 標示出杜佩奇縣位置的地圖     |
| 埃德加縣     | 045      | 帕里斯         | 1823年1月3日     | 克拉克縣                                       | 約翰·埃德加 （1750－1832），西北領地時期的議員及伊利諾州最富有的人 | 16,433          | {{{Area}}}                      | 標示出埃德加縣位置的地圖     |
| 愛德華茲縣   | 047      | 阿爾比昂       | 1814年11月28日   | 加拉廷縣和麥迪遜縣                             | 尼尼南·愛德華 （1775－1833），第三任伊利諾州州長 （1826－1830）及唯一一任伊利諾領地州長                                                                                  | 6,071           | 222平方英里 （575平方公里）     | 標示出愛德華茲縣位置的地圖   |
| 埃芬漢縣     | 049      | 埃芬漢         | 1831年2月15日    | 費耶特縣和克勞福德縣                           | 托馬斯·霍華德，埃芬漢伯爵 （1746－1791），因支持美國獨立及主動請辭以避免英國陸軍攻打美洲殖民地而知名                                                                     | 34,325          | 479平方英里 （1,241平方公里）   | 標示出埃芬漢縣位置的地圖     |
| 費耶特縣     | 051      | 萬達利亞       | 1821年2月14日    | 邦德縣、韋恩縣、克拉克縣、傑佛遜縣和克勞福德縣 | 拉法耶特侯爵 （1757－1834），美國獨立戰爭英雄和法國大革命領導者 | 21,305          | 716平方英里 （1,854平方公里）   | 標示出費耶特縣位置的地圖     |
| 福特縣       | 053      | 帕克斯頓       | 1859年2月17日    | 弗米利恩縣                                     | 湯瑪斯·福特 （1800－1850），第八任伊利諾州州長 （1842－1846）及伊利諾州摩門戰爭時期的一名士兵                                                                            | 13,249          | 486平方英里 （1,259平方公里）   | 標示出福特縣位置的地圖       |
| 富蘭克林縣   | 055      | 本頓           | 1818年1月2日     | 懷特縣和加拉廷縣                               | 本傑明·富蘭克林 （1706－1790），美國開國元勳 | 37,242          | 412平方英里 （1,067平方公里）   | 標示出富蘭克林縣位置的地圖   |
| 富爾頓縣     | 057      | 路厄斯鎮       | 1823年1月28日    | 派克縣                                         | 罗伯特·富尔顿 （1765－1815），一名工程師及蒸汽船的發明者 | 33,021          | 866平方英里 （2,243平方公里）   | 標示出富爾頓縣位置的地圖     |
| 加拉廷縣     | 059      | 肖尼敦         | 1812年9月14日    | 蘭道夫縣                                       | 艾伯特·加勒廷 （1761－1849），刘易斯与克拉克远征時期的美国财政部长 | 4,855           | 324平方英里 （839平方公里）     | 標示出加拉廷縣位置的地圖     |
| 格林縣       | 061      | 卡羅頓         | 1821年1月20日    | 麥迪遜縣                                       | 彌敦內爾·格林（1742－1786），美國獨立戰爭上將 | 11,651          | 543平方英里 （1,406平方公里）   | 標示出格林縣位置的地圖       |
| 格蘭迪縣     | 063      | 摩里斯         | 1839年2月15日    | 拉薩爾縣                                       | 费利克斯·格伦迪 （1777－1840），田纳西州參議院議員及第十三任美國司法部長                                                                                                 | 53,041          | 420平方英里 （1,088平方公里）   | 標示出格蘭迪縣位置的地圖     |
| 漢密爾頓縣   | 065      | 麥克萊恩斯伯勒 | 1821年2月8日     | 懷特縣                                         | 亚历山大·汉密尔顿 （1755－1804），第一任美国财政部长 （1789－1895） | 7,984           | 435平方英里 （1,127平方公里）   | 標示出漢密爾頓縣位置的地圖   |
| 漢考克縣     | 067      | 迦太基         | 1825年1月23日    | 亞當斯縣                                       | 约翰·汉考克 （1737－1793），美國獨立宣言的第一位簽署者、首任麻薩諸塞州殖民地領導人及第二屆大陸會議議長                                                                   | 17,244          | 795平方英里 （2,059平方公里）   | 標示出漢考克縣位置的地圖     |
| 哈丁縣       | 069      | 伊莉莎白敦     | 1839年3月2日     | 波普縣                                         | 肯塔基州的哈丁縣，而該縣則得名自首任美國獨立戰爭軍官約翰·哈丁 （1753－1792）                                                                                             | 3,597           | 178平方英里 （461平方公里）     | 標示出哈丁縣位置的地圖       |
| 亨德森縣     | 071      | 奧闊卡         | 1841年1月20日    | 沃倫縣                                         | 肯塔基州的亨德森縣，而該縣則得名自法學家理察·亨德森 （1734－1785） | 6,151           | 379平方英里 （982平方公里）     | 標示出亨德森縣位置的地圖     |
| 亨利縣       | 073      | 劍橋           | 1825年1月13日    | 富爾頓縣                                       | 帕特里克·亨利 （1733－1799），美國著名律師、演說家及美国开国元勋之一，以及第一及第六任維珍尼亞州州長 （1776－1779，1784－1786）                                          | 48,419          | 823平方英里 （2,132平方公里）   | 標示出亨利縣位置的地圖       |
| 易洛魁縣     | 075      | 瓦齊卡         | 1833年2月26日    | 弗米利恩縣                                     | 易洛魁聯盟，北美原住民聯盟 | 26,473          | 1,116平方英里 （2,890平方公里） | 標示出易洛魁縣位置的地圖     |
| 傑克遜縣     | 077      | 默菲斯伯勒     | 1816年1月10日    | 蘭道夫縣和約翰遜縣                             | 安德鲁·杰克逊 （1767－1845），第七任美国总统 （1829－1837）、來自田纳西州的參議院議員及1812年战争時期上將                                                                | 52,617          | 588平方英里 （1,523平方公里）   | 標示出傑克遜縣位置的地圖     |
| 傑斯帕縣     | 079      | 牛頓           | 1831年2月19日    | 克萊縣和克勞福德縣                             | 威廉·傑斯帕 （1750－1779），美國準將，在美國獨立戰爭中陣亡 | 9,212           | 494平方英里 （1,279平方公里）   | 標示出傑斯帕縣位置的地圖     |
| 傑佛遜縣     | 081      | 芒特弗農       | 1819年3月26日    | 愛德華茲縣和懷特縣                             | 托马斯·杰斐逊（1743－1826），第三任美国总统 （1801－1809）、第二任美国副总统 （1797－1801）、維珍尼亞州州長 （1779－1781）及美国开国元勋之一                             | 36,400          | 571平方英里 （1,479平方公里）   | 標示出傑佛遜縣位置的地圖     |
| 澤西縣       | 083      | 澤西維爾       | 1839年2月28日    | 格林縣                                         | 新泽西州，因縣內許多來自新澤西州的定居者而得名 | 21,246          | 369平方英里 （956平方公里）     | 標示出澤西縣位置的地圖       |
| 喬戴維斯縣   | 085      | 加利納         | 1827年2月17日    | 亨利縣、默瑟縣和普特南縣                       | 約翰夫·漢密爾頓·戴維斯 （1774－1811），蒂珀卡努戰爭的指揮官，於戰爭中陣亡（戴維斯本人的姓名的英語拼法為Daveiss，但縣名被誤拼為Daviess）                                  | 21,758          | 601平方英里 （1,557平方公里）   | 標示出喬戴維斯縣位置的地圖   |
| 約翰遜縣     | 087      | 維也納         | 1812年9月14日    | 蘭道夫縣                                       | 理查德·门特·约翰逊 （1780－1850），第九任美国副总统 （1837－1841）及來自肯塔基州的美國參議院議員                                                                         | 13,381          | 346平方英里 （896平方公里）     | 標示出約翰遜縣位置的地圖     |
| 凱恩縣       | 089      | 日內瓦         | 1836年1月16日    | 拉薩爾縣                                       | 埃利亞斯·凱恩 （1794－1835），來自伊利诺伊州的美國參議院議員 | 514,182         | 521平方英里 （1,349平方公里）   | 標示出凱恩縣位置的地圖       |
| 坎卡基縣     | 091      | 坎卡基         | 1853年2月11日    | 易洛魁縣和威爾縣                               | 坎卡基河 | 106,074         | 678平方英里 （1,756平方公里）   | 標示出坎卡基縣位置的地圖     |
| 肯德爾縣     | 093      | 約克維爾       | 1841年2月19日    | 拉薩爾縣和凱恩縣                               | 阿莫斯·肯德尔 （1789－1869），安德鲁·杰克逊及马丁·范布伦政府下的美國郵政局長 （1835－1840）                                                                              | 137,254         | 321平方英里 （831平方公里）     | 標示出肯德爾縣位置的地圖     |
| 諾克斯縣     | 095      | 蓋爾斯堡       | 1825年1月13日    | 富爾頓縣                                       | 亨利·诺克斯上將 （1750－1806），美國獨立戰爭英雄及第一任美国战争部长 （1789－1794）                                                                                      | 48,640          | 716平方英里 （1,854平方公里）   | 標示出諾克斯縣位置的地圖     |
| 萊克縣       | 097      | 沃基根         | 1839年3月1日     | 麥克亨利縣                                     | 密歇根湖 | 709,150         | 448平方英里 （1,160平方公里）   | 標示出萊克縣位置的地圖       |
| 拉薩爾縣     | 099      | 渥太華         | 1831年1月15日    | 普特南縣和塔茲韋爾縣                           | 勒內-羅貝爾·卡弗利耶·德·拉薩勒 （1643－1687），法國探險家，因探索五大湖而知名                                                                                            | 108,078         | 1,135平方英里 （2,940平方公里） | 標示出拉薩爾縣位置的地圖     |
| 勞倫斯縣     | 101      | 勞倫斯維爾     | 1821年1月16日    | 克勞福德縣和愛德華茲縣                         | 詹姆斯·勞倫斯 （1781－1813），美國海軍軍官，在1812年戰爭中陣亡，因名言「不要放棄那艘船！」而知名                                                                         | 14,914          | 372平方英里 （963平方公里）     | 標示出勞倫斯縣位置的地圖     |
| 李縣         | 103      | 迪克森         | 1839年2月17日    | 奧格爾縣                                       | 「輕騎兵」亨利·李三世 （1756－1818），美國獨立戰爭軍官及第九任維珍尼亞州州長 （1791－1794），同時是南北戰爭名將羅伯特·李的父親                                           | 33,848          | 725平方英里 （1,878平方公里）   | 標示出李縣位置的地圖         |
| 利文斯頓縣   | 105      | 龐蒂亞克       | 1837年2月27日    | 拉薩爾縣和麥克萊恩縣                           | 爱德华·利文斯顿 （1764－1836），美國法學家、來自纽约州及路易斯安那州的美國眾議院議員及第十一任美国国务卿 （1831－1833）                                                  | 35,521          | 1,044平方英里 （2,704平方公里） | 標示出利文斯頓縣位置的地圖   |
| 洛根縣       | 107      | 林肯           | 1839年2月15日    | 桑加蒙縣                                       | 約翰·洛根，縣內的流動醫生、早期定居者及約翰·亞歷山大·洛根的父親 | 27,591          | 618平方英里 （1,601平方公里）   | 標示出洛根縣位置的地圖       |
| 梅肯縣       | 115      | 迪凱特         | 1829年1月19日    | 謝爾比縣                                       | 納撒尼爾·梅肯 （1757－1837），第六任美國眾議院議長及來自北卡罗来纳州的美国参议院議員 （1815－1828）                                                                      | 101,483         | 581平方英里 （1,505平方公里）   | 標示出梅肯縣位置的地圖       |
| 馬庫平縣     | 117      | 卡林維爾       | 1829年1月17日    | 格林縣                                         | 「美洲黄莲」的原住民語 | 44,245          | 864平方英里 （2,238平方公里）   | 標示出馬庫平縣位置的地圖     |
| 麥迪遜縣     | 119      | 愛德華茲維爾   | 1812年9月14日    | 聖克萊爾縣和蘭道夫縣                           | 詹姆斯·麦迪逊 （1751－1836），第四任美國總統 （1809－1817）及美国宪法的總編輯                                                                                            | 263,864         | 725平方英里 （1,878平方公里）   | 標示出麥迪遜縣位置的地圖     |
| 馬里昂縣     | 121      | 塞勒姆         | 1823年1月24日    | 費耶特縣和傑佛遜縣                             | 「沼澤的狐狸」法蘭西斯·馬里昂 （1732－1795），美國獨立戰爭將領 | 36,914          | 572平方英里 （1,481平方公里）   | 標示出馬里昂縣位置的地圖     |
| 馬歇爾縣     | 123      | 萊肯           | 1839年1月19日    | 普特南縣                                       | 约翰·马歇尔 （1755－1835），第四任美国首席大法官 （1801－1835），因奠定了美国法院对国会法律的司法审查权的基础而知名，並對《马伯利诉麦迪逊案》作出司法覆核                | 11,678          | 386平方英里 （1,000平方公里）   | 標示出馬歇爾縣位置的地圖     |
| 梅森縣       | 125      | 哈瓦那         | 1841年1月20日    | 塔茲韋爾縣和默納德縣                           | 肯塔基州的梅森縣，而該縣得名自喬治·梅森 （1725－1792），《維吉尼亞州憲法》的作者和維吉尼亞州參加制憲會議的代表                                                           | 12,748          | 539平方英里 （1,396平方公里）   | 標示出梅森縣位置的地圖       |
| 馬薩克縣     | 127      | 梅特羅波利斯   | 1843年2月9日     | 波普縣和約翰遜縣                               | 馬薩克堡，一座位於俄亥俄河的殖民地風格堡壘 | 13,896          | 239平方英里 （619平方公里）     | 標示出馬薩克縣位置的地圖     |
| 麥克多諾縣   | 109      | 馬科姆         | 1826年1月25日    | 斯凱勒縣                                       | 湯瑪斯·麥克多諾 （1783－1825），1812年戰爭中一部份的尚普蘭湖戰役期間的指揮官                                                                                             | 26,861          | 589平方英里 （1,526平方公里）   | 標示出麥克多諾縣位置的地圖   |
| 麥克亨利縣   | 111      | 伍德斯托克     | 1836年1月16日    | 庫克縣和拉薩爾縣                               | 威廉·麥克亨利準將 （1771－1835），在多次與美洲原住民的戰爭中擔任軍官，並擔任伊利諾州的立法機構成員                                                                       | 311,747         | 604平方英里 （1,564平方公里）   | 標示出麥克亨利縣位置的地圖   |
| 麥克萊恩縣   | 113      | 布盧明頓       | 1830年12月23日   | 塔茲韋爾縣                                     | 約翰·麥克萊恩 （1791－1830），來自伊利諾州的美国众议院及美国参议院議員 （1824－1825，1829－1830）                                                                        | 171,141         | 1,184平方英里 （3,067平方公里） | 標示出麥克萊恩縣位置的地圖   |
| 默納德縣     | 129      | 彼得斯堡       | 1839年2月15日    | 桑加蒙縣                                       | 皮埃爾·默納衝 （1766－1844），伊利諾州早期的著名定居者及第一任伊利諾州副州長 （1818－1822）                                                                              | 12,121          | 314平方英里 （813平方公里）     | 標示出默納德縣位置的地圖     |
| 默瑟縣       | 131      | 阿利多         | 1825年1月13日    | 斯凱勒縣                                       | 休·默瑟 （1726－1777），美國獨立戰爭中七年战争及大陆军的英軍軍官 | 15,504          | 561平方英里 （1,453平方公里）   | 標示出默瑟縣位置的地圖       |
| 門羅縣       | 133      | 滑鐵盧         | 1816年1月6日     | 蘭道夫和聖克萊爾縣縣                           | 詹姆斯·门罗 （1758－1831），第七任美国国务卿 （1811－1814，1815－1817）、第八任美国战争部长 （1814－1815）、維珍尼亞州州長 （1799－1802）及第五任美国总统 （1817－1825） | 35,033          | 388平方英里 （1,005平方公里）   | 標示出門羅縣位置的地圖       |
| 蒙哥馬利縣   | 135      | 希爾斯波洛     | 1821年2月21日    | 邦德縣和麥迪遜縣                               | 理查德·蒙哥马利 （1738－1775），美國將領及大陆军軍官，於加拿大戰役中戰敗並陣亡                                                                                           | 28,020          | 704平方英里 （1,823平方公里）   | 標示出蒙哥馬利縣位置的地圖   |
| 摩根縣       | 137      | 傑克森維爾     | 1823年1月31日    | 桑加蒙縣                                       | 丹尼爾·摩根上將 （1736－1802），美國獨立戰爭英雄及來自弗吉尼亚州的美国众议院議員 （1797－1799）                                                                          | 32,209          | 569平方英里 （1,474平方公里）   | 標示出摩根縣位置的地圖       |
| 莫爾特里縣   | 139      | 蘇利文         | 1843年2月16日    | 謝爾比縣和梅肯縣                               | 威廉·莫爾特里 （1730－1835），美國獨立戰爭上將及第三十五任南卡羅萊納州州長 （1785－1787，1792－1794）                                                                    | 14,323          | 336平方英里 （870平方公里）     | 標示出莫爾特里縣位置的地圖   |
| 奧格爾縣     | 141      | 俄勒岡         | 1836年1月16日    | 喬戴維斯縣                                     | 約瑟·奧格爾 （1737－1821），伊利諾州西南部的早期定居者，因資助籌建州內首個循道宗教堂而知名                                                                               | 51,351          | 759平方英里 （1,966平方公里）   | 標示出奧格爾縣位置的地圖     |
| 皮奧里亞縣   | 143      | 皮奧里亞       | 1825年1月13日    | 富爾頓縣                                       | 皮奧里亞族，美國原住民的一支 | 178,383         | 620平方英里 （1,606平方公里）   | 標示出皮奧里亞縣位置的地圖   |
| 佩里縣       | 145      | 平克尼維爾     | 1827年1月29日    | 蘭道夫縣和傑克遜縣                             | 奧利弗·哈澤德·佩里 （1785－1819）,美國海軍準將，因於伊利湖戰役中取勝而知名                                                                                               | 20,588          | 441平方英里 （1,142平方公里）   | 標示出佩里縣位置的地圖       |
| 皮亞特縣     | 147      | 蒙蒂塞洛       | 1841年1月27日    | 德威特縣和梅肯縣                               | 約翰·皮亞特，一名縣內早期的著名定居者家族的代表人物 | 16,723          | 440平方英里 （1,140平方公里）   | 標示出皮亞特縣位置的地圖     |
| 派克縣       | 149      | 皮茨菲爾德     | 1821年1月31日    | 邦德縣、麥迪遜縣和克拉克縣                     | 紀伯倫·派克 （1779－1813），美國西南部的早期探索者及派克斯峰名稱的由來                                                                                                   | 14,484          | 830平方英里 （2,150平方公里）   | 標示出派克縣位置的地圖       |
| 波普縣       | 151      | 戈爾孔達       | 1816年1月10日    | 加拉廷縣和約翰遜縣                             | 納薩尼爾·波普 （1784－1850），伊利諾領地參議院的議員及美國伊利諾州地方法院法官                                                                                           | 3,770           | 371平方英里 （961平方公里）     | 標示出波普縣位置的地圖       |
| 普瓦斯基縣   | 153      | 蒙德城         | 1843年3月3日     | 亞歷山大縣和約翰遜縣                           | 卡齐米日·普瓦斯基 （1745－1779），來自波兰的美國獨立戰爭上將，於薩凡納圍城戰中陣亡                                                                                       | 4,991           | 201平方英里 （521平方公里）     | 標示出普瓦斯基縣位置的地圖   |
| 普特南縣     | 155      | 亨內平         | 1825年1月13日    | 富爾頓縣                                       | 以色列·普特南上將 （1718－1790），美國獨立戰爭英雄，因於邦克山戰役中獲勝而知名                                                                                           | 5,572           | 160平方英里 （414平方公里）     | 標示出普特南縣位置的地圖     |
| 蘭道夫縣     | 157      | 切斯特         | 1795年10月5日    | 聖克萊爾縣                                     | 埃德蒙·伦道夫 （1753－1813），第一任美國司法部長 （1789－1794）及第二任美国国务卿 （1794－1795）                                                                         | 30,068          | 578平方英里 （1,497平方公里）   | 標示出蘭道夫縣位置的地圖     |
| 里奇蘭縣     | 159      | 奧爾尼         | 1841年2月24日    | 克萊縣和勞倫斯縣                               | 俄亥俄州的里奇蘭縣，而該縣得名自當地肥沃的土壤 | 15,435          | 360平方英里 （932平方公里）     | 標示出里奇蘭縣位置的地圖     |
| 羅克艾蘭縣   | 161      | 羅克艾蘭       | 1831年2月9日     | 喬戴維斯縣                                     | 兵廠岩島 | 141,527         | 427平方英里 （1,106平方公里）   | 標示出羅克艾蘭縣位置的地圖   |
| 薩林縣       | 165      | 哈里斯堡       | 1847年2月25日    | 加拉廷縣                                       | 當地帶鹹味的泉水 | 23,087          | 383平方英里 （992平方公里）     | 標示出薩林縣位置的地圖       |
| 桑加蒙縣     | 167      | 斯普林菲爾德   | 1821年1月30日    | 邦德縣和麥迪遜縣                               | 桑加蒙河，該河名得名自「糧食豐富的地方」的波塔沃托米語 | 194,534         | 868平方英里 （2,248平方公里）   | 標示出桑加蒙縣位置的地圖     |
| 斯凱勒縣     | 169      | 魯什維爾       | 1825年1月13日    | 派克縣和富爾頓縣                               | 菲力·斯凱勒 （1733－1804），美國獨立戰爭上將及來自紐約州的美国参议院議員 （1789－1791，1794－1795）                                                                      | 6,746           | 437平方英里 （1,132平方公里）   | 標示出斯凱勒縣位置的地圖     |
| 斯科特縣     | 171      | 溫徹斯特       | 1839年2月16日    | 摩根縣                                         | 肯塔基州的斯科特縣，而該縣得名自查尔斯·斯科特 （1739－1813），第四任肯塔基州州長 （1808－1812）                                                                          | 4,790           | 251平方英里 （650平方公里）     | 標示出斯科特縣位置的地圖     |
| 謝爾比縣     | 173      | 謝爾比維爾     | 1827年1月23日    | 費耶特縣                                       | 艾萨克·谢尔比 （1750－1826），美國獨立戰爭及1812年战争士兵；第一及第五任肯塔基州州長 （1792－1796，1812－1816）                                                          | 20,761          | 759平方英里 （1,966平方公里）   | 標示出謝爾比縣位置的地圖     |
| 聖克萊爾縣   | 163      | 貝爾維爾       | 1790年4月1日     | 最初成立的兩個縣之一                           | 阿瑟·聖克萊 （1737－1818），美國獨立戰爭準將及第一任西北領地總督 （1787－1802）                                                                                          | 252,671         | 664平方英里 （1,720平方公里）   | 標示出聖克萊爾縣位置的地圖   |
| 斯塔克縣     | 175      | 土倫           | 1839年3月2日     | 諾克斯縣和普特南縣                             | 約翰·史塔克 （1728－1822），美國獨立戰爭上將，被冠名為「本寧頓的英雄」                                                                                                   | 5,345           | 288平方英里 （746平方公里）     | 標示出斯塔克縣位置的地圖     |
| 斯蒂芬森縣   | 177      | 弗里波特       | 1837年3月4日     | 喬戴維斯縣和溫納貝戈縣                         | 本傑明·斯蒂芬森 （1769－1822），來自伊利諾領地的美国国会成員 （1814－1816），                                                                                            | 43,627          | 564平方英里 （1,461平方公里）   | 標示出斯蒂芬森縣位置的地圖   |
| 塔茲韋爾縣   | 179      | 北京           | 1827年1月31日    | 桑加蒙縣                                       | 利特爾頓·沃勒·塔茲韋爾 （1774－1860），來自弗吉尼亚州的美國參議院議員 （1824－1832）及弗吉尼亚州州長 （1834－1836）                                                      | 129,911         | 649平方英里 （1,681平方公里）   | 標示出塔茲韋爾縣位置的地圖   |
| 猶尼昂縣     | 181      | 瓊斯伯勒       | 1818年1月2日     | 約翰遜縣                                       | 建設伊利諾州的「聯盟」 | 16,727          | 416平方英里 （1,077平方公里）   | 標示出猶尼昂縣位置的地圖     |
| 弗米利恩縣   | 183      | 丹維爾         | 1826年1月18日    | 埃德加縣                                       | 弗米利恩河 | 72,337          | 899平方英里 （2,328平方公里）   | 標示出弗米利恩縣位置的地圖   |
| 沃巴什縣     | 185      | 芒特卡梅爾     | 1824年1月27日    | 愛德華茲縣                                     | 沃巴什河 | 11,087          | 224平方英里 （580平方公里）     | 標示出沃巴什縣位置的地圖     |
| 沃倫縣       | 187      | 蒙茅斯         | 1825年1月13日    | 斯凱勒縣                                       | 約瑟·瓦倫 （1741－1775），美國上將及愛國者，在美國獨立戰爭中陣亡 | 16,354          | 543平方英里 （1,406平方公里）   | 標示出沃倫縣位置的地圖       |
| 華盛頓縣     | 189      | 納什維爾       | 1818年1月2日     | 聖克萊爾縣                                     | 乔治·华盛顿 （1732－1799），美國獨立戰爭總司令官及第一任美國總統 （1789－1797）                                                                                          | 13,643          | 563平方英里 （1,458平方公里）   | 標示出華盛頓縣位置的地圖     |
| 韋恩縣       | 191      | 費爾菲爾德     | 1819年3月26日    | 愛德華茲縣                                     | 安東尼·韋恩 （1745－1796），美國獨立戰爭及西北印第安战争上將 | 15,872          | 714平方英里 （1,849平方公里）   | 標示出韋恩縣位置的地圖       |
| 懷特縣       | 193      | 卡邁           | 1815年12月9日    | 加拉廷縣                                       | 伊薩克·懷特 （1776－1811），伊利諾斯州的居民及印第安納州隊伍中的自願民兵，於蒂珀卡努戰爭中陣亡                                                                           | 13,614          | 495平方英里 （1,282平方公里）   | 標示出懷特縣位置的地圖       |
| 懷特塞德縣   | 195      | 莫里森         | 1836年1月16日    | 喬戴維斯縣和亨利縣                             | 塞繆爾·懷特塞德 （1783－1868），伊利諾州立法機構成員及和民兵領袖 | 54,658          | 685平方英里 （1,774平方公里）   | 標示出懷特塞德縣位置的地圖   |
| 威爾縣       | 197      | 喬利埃特       | 1836年1月12日    | 庫克縣和易洛魁縣                               | 康拉德·威爾 （1779－1835），，物理學家、本地商人及伊利諾州立法機構成員                                                                                                   | 696,757         | 837平方英里 （2,168平方公里）   | 標示出威爾縣位置的地圖       |
| 威廉森縣     | 199      | 馬里昂         | 1839年2月28日    | 富蘭克林縣                                     | 休·威廉森 （1735－1819），美利坚合众国制宪会议的北卡罗来纳州代表 | 66,695          | 424平方英里 （1,098平方公里）   | 標示出威廉森縣位置的地圖     |
| 溫納貝戈縣   | 201      | 羅克福德       | 1836年1月16日    | 喬戴維斯縣                                     | 溫納貝戈族，美國原住民的一支 | 282,188         | 514平方英里 （1,331平方公里）   | 標示出溫納貝戈縣位置的地圖   |
| 伍德福德縣   | 203      | 尤里卡         | 1841年12月27日   | 塔茲韋爾縣和麥克萊克縣                         | 威廉·伍德福德 （1734－1780），美國獨立戰爭上將，在作為英國囚犯時去世 | 38,128          | 528平方英里 （1,368平方公里）   | 標示出伍德福德縣位置的地圖   |

## 已撤銷的縣份
- 戴恩縣於1840年更名為克里斯蒂安縣。[14][15][16][17]
- 原先伊利諾領地的諾克斯縣於1809年被劃出領地外，成為了印第安納州的諾克斯縣。現時的諾克斯縣於多年後成立，且沒有涵蓋原有的諾克斯縣的土地。[18]

## 另見
- 伊利諾州人口普查指定地區列表（英语：List of census-designated places in Illinois）
- 伊利諾州城市列表（英语：List of cities in Illinois）
- 伊利諾州鎮區列表（英语：List of Illinois townships）
- 伊利諾州選區列表（英语：List of precincts in Illinois）
- 伊利諾伊州市鎮列表
- 伊利諾州非建制地區列表（英语：List of unincorporated communities in Illinois）
- 全国县级协会
- 伊利諾州國家歷史名錄列表（英语：National Register of Historic Places listings in Illinois）

### 引用
1. 1 2  .   [2019-08-01]. （原始内容存档于2019-07-26）.
2. 1 2  Biles, Roger. . DeKalb: Northern Illinois University Press. 2005. ISBN 978-0-87580-349-4.
3. 1 2 3 4 5 6 7  Gannett, Henry. . Govt. Print. Off. 1905: 105  [2019-08-01]. （原始内容存档于2019-04-06）.
4. ↑  .   [2019-08-01]. （原始内容存档于2021-10-19）.
5. ↑  . US Environmental Protection Agency.   [2013-11-18]. （原始内容存档于2012-10-08）.
6. ↑  . EPA.   [2007-04-09]. （原始内容存档于2004-09-30）.
7. ↑  . EPA.gov.   [2008-02-23]. （原始内容存档于2008-02-16）.
8. 1 2 3  . National Association of Counties.   [2012-09-26]. （原始内容存档于2012-07-12）.
9. ↑  . Genealogy Trails.com. Genealogy Trails. 2000  [2008-09-21]. （原始内容存档于2008-05-12）.
10. ↑  . Genealogy Trails.com. Genealogy Trails. 2000  [2008-09-21]. （原始内容存档于2008-05-12）.
11. ↑  .   [2023-04-02]. （原始内容存档于2024-03-06）.
12. ↑  Kane, J. N. and C. C. Aiken. The American Counties: Origins of County Names Dates of Creation and Population Data 1950-2000. Lanham, MD.: Scarecrow Press, 2005.
13. ↑  Matile, Roger. . Ledger-Sentinel. 2008-02-26  [2011-10-11]. （原始内容存档于2011-10-01）.
14. ↑  Newton, Bateman. . Chicago,  Illinois. 1921.
15. ↑  Edward F., Dunne. . Chicago,  Illinois. 1933.
16. ↑  George W., Smith. . Chicago,  Illinois. 1927.
17. ↑  . Chicago,  Illinois. 1892.
18. ↑  . Utah: Everton Publishers. 2002.